# Liste d'enseignes de la grande distribution en Suisse
Pour un article plus général, voir Liste d'enseignes de la grande distribution en Europe.
Cet article présente la liste d'enseignes de la grande distribution en Suisse.

## Liste d'enseignes par type

### Supermarché
- Coop (groupe Coop)
- Globus (groupe Migros)
- Landi (coopérative Fenaco)
- Manor Food (groupe Maus Frères Holding)
- Migros M et MM (groupe Migros)

### Hypermarché
- Hypermarché Coop (groupe Coop)
- Migros MMM (groupe Migros)

### Cash and carry
- Aligro (famille Demaurex)
- TopCC Cash & Carry (groupe familiale SPAR Suisse)
- Prodega/Growa CC (de) (Transgourmet)

### Discount / hard-discount
- Aldi Suisse (groupe Aldi)
- Denner (groupe Migros)
- Lidl
- Otto's
- Kakoinshop

### Supérette
- Edelweiss Market
- Migros Partenaire (groupe Migros)
- Pam Valais (Prim'frais Valais SA)
- SPAR (groupe familial SPAR Suisse)
- Volg (coopérative Fenaco)
- Voi Migros Partner (groupe Migros)
- Denner Partenaire / satellite Denner (groupe Migros)

## Liste des anciennes enseignes
- ABM (groupe Globus)
- Carrefour
- Hyper Casino et Super Casino (Groupe Magro)
- Distrigros (Groupe Magro)
- EPA / Uniprix (groupe Coop)
- Grand Passage Innovation (groupe Jelmoli)
- Jumbo (groupe Maus Frères Holding)
- Magro (Groupe Magro)
- Pam et Proxi (groupe La Valaisane Holding LVH, famille Baud)
- Pick Pay (groupe Rewe)
- Primo (groupe Usego)
- Treffpunkt (groupe La Valaisane Holding LVH, famille Baud)
- Usego (groupe Rewe)
- VisAvis (groupe Usego)
- Waro (groupe Rast Holding - Denner)

## Grands magasins
- C&A
- Coop City (groupe Coop)
- Globus
- H&M
- Jelmoli
- Loeb (de)
- Manor (groupe Manor)

## Autres enseignes
- 5àsec
- Alain Afflelou
- Bally
- Calida
- Conforama
- Decathlon
- Dosenbach (groupe Deichmann)
- Fnac
- Franz Carl Weber
- IKEA
- King Jouet
- Massimo Dutti
- Media Markt (groupe Metro)
- Ochsner (groupe Deichmann)
- Payot
- PKZ
- Zara